# George Talbot, VI conte di Shrewsbury
George Talbot, VI conte di Shrewsbury (1528 – 18 novembre 1590), è stato un politico inglese.

## Biografia
Era l'unico figlio maschio di Francis Talbot, V conte di Shrewsbury e Mary Dacre.

## Carriera militare
Prese servizio attivo partecipando all'invasione della Scozia. Fu mandato dal padre, nel mese di ottobre 1557, al servizio di Thomas Percy, VII conte di Northumberland nella repressa del castello di Alnwick. Poi rimase per alcuni mesi in servizio sul confine, con cinquecento cavalieri sotto il suo comando.
Nel 1560, successe al padre e un anno dopo fu nominato Cavaliere della Giarrettiera. Fu scelto tra i custodi di Maria, regina di Scozia, quando fu imprigionata dalla regina Elisabetta I, nel 1568, dopo la sua fuga in Inghilterra dalla Scozia a seguito della disastrosa battaglia di Langside. Mantenne la carica per circa 18 anni.

## Ultimi anni e morte
Nel 1571 fu nominato Lord High Steward e nel 1572 conte maresciallo, una posizione che ricoprì fino alla morte nel 1590. Fu sepolto nella cappella Shrewsbury nella cattedrale di Sheffield.

## Matrimonio
Sposò Lady Gertrude Manners, figlia di Thomas Manners, I conte di Rutland. Ebbero sei figli:
- Lord Francis: sposò nel 1562 Anne, figlia di William Herbert, I conte di Pembroke;
- Gilbert, VII conte di Shrewsbury (1552 - 1616): sposò nel 1568 Mary Cavendish, ebbero figli;
- Lord Henry;
- Edward, VIII conte di Shrewsbury (1561 - 1617): sposò nel 1583 Jane Ogle;
- Catherine: sposò nel 1563 Henry Herbert, II conte di Pembroke;
- Mary: sposò Sir George Savile di Barrowby, Lincolnshire;
- Grace: sposò Henry, figlio ed erede di Sir William Cavendish di Chatsworth.

Nel 1567 George Talbot sposò Bess di Hardwick dalla quale non ebbe figli.